# Bajorország
Bajorország (németül: Bayern, latinul: Bavaria, csehül: Bavorsko) szövetségi tartomány Németországban, annak délkeleti részén fekszik. 1919 óta hivatalos elnevezése Bajor Szabadállam (Freistaat Bayern), ami a korábbi királyság helyett választott köztársasági államformát jelzi. A peremterületein hegyvidéki tartomány gazdasági ereje miatt az ország egyik legfontosabb területe. Gazdag hagyományokkal rendelkezik, és a világon mindenütt ismert a bajor sör kiváló minősége. 70 549 km²-es területével Németország legnagyobb tartománya, ezzel az ország területének mintegy 19,72%-át fedi le. Közel 13 millió fős lakosságával pedig a szövetség második legnépesebb tagja, ezzel az ország népességének 15,76%-ával rendelkezik.
Nyugatról Baden-Württemberg és Hessen, északról Türingia, keletről Szászország és Csehország, délről pedig Ausztria határolja. Székhelye a "Minga" becenéven is gyakran nevezett München, amely elsősorban a sörkultúrájáról, különösen az Oktoberfestről, valamint gazdag történelméről, művészetéről és a bajor hagyományok ápolásáról híres. De nevezetesebb települései közé tartozik a középkori város falakkal, híres karácsonyi vásárral és történelmi jelentőséggel bíró Nürnberg, a római alapítású és gazdag történelmi örökséggel rendelkező Augsburg, illetve a különleges füstölt söreiről és történelmi valamint egyházi jelentősségéről ismert Bamberg.
Területét változatos domborzat jellemzi: délen az Alpok vonulatai magasodnak, középen a Dél-német-középhegység, északon pedig a Frankföldi-dombság található. A tartomány nyugati része a Duna völgyében fekszik, amely fontos vízi útvonal. Jelentős folyói a Duna mellett az Isar, a Lech, a Majna és az Inn. Az alpesi területeken számos tó is található, például a Chiemsee, a Königssee és a Starnbergi-tó. Bajorországban található Németország legmagasabb pontja, a Zugspitze (2962 m). A természeti adottságok miatt kedvelt kiránduló- és síterület, gazdag nemzeti parkokban és természetvédelmi területekben. Az éghajlat mérsékelt kontinentális, alpesi hatásokkal a déli részeken.
Történelme gazdag és sok évszázadra nyúlik vissza. A területet már az ókorban is lakták, majd a rómaiak hódították meg. A 6. században alakult meg a Bajor Hercegség, amely a Karoling Birodalom része lett. A középkor folyamán Bajorország fontos szerepet játszott a Német-római Birodalomban, és számos befolyásos hercegi és királyi család, például a Wittelsbach-ház uralkodott felette. 1806-ban Bajorország királysággá vált, Napóleon támogatásával, és egészen 1918-ig királyság maradt. Az első világháború után megszűnt a monarchia, és létrejött a Bajor Szabadállam. A két világháború között és alatt fontos politikai események helyszíne volt, többek között itt kezdődött Hitler politikai pályafutása. A második világháború után az amerikai megszállási zónába került, majd 1949-ben része lett a Német Szövetségi Köztársaságnak. Ma Bajorország Németország egyik leggazdagabb és legfejlettebb tartománya, erős regionális identitással és hagyományőrző kultúrával.

## Nevének eredete
Neve a latin Baiovarii vagy Baiuvarii kifejezésből származik, amely a "boius" (a kelta boius törzs neve) és a germán warjoz ("lakos", "védő") szavak összetételéből ered. A Baiovarii tehát szó szerint "a boiusok földjének lakóit" jelentette. A német Bayern elnevezés a középkori latin Baiovaria vagy Boiaria formából ered.

## Földrajz

### Tájegységek
Bajorország Dél-Németországban fekszik. A következő tájegységek tartoznak hozzá:
- délen a Bajor-Alpok
- a Dunáig az Alpok nyúlványai, a három nagy felső-bajorországi tóval
- a Keletbajor-középhegység
- a Sváb-Alb és a Frank-Alb (németül Schwäbische / Fränkische Alb)

Bajorország legalacsonyabb pontja Kahl am Mainban van (107 m), legmagasabb pontja pedig a Zugspitze csúcsa (2962 m).

### Vízrajz
A tartomány legnagyobb folyója a Duna, amely Passau mellett lépi át az osztrák határt. Legfontosabb mellékfolyói a következők:
- jobbról: Iller, Lech, Isar, Inn
- balról: Wörnitz, Altmühl, Naab, Regen

Mind a négy jobbról érkező folyónak az Alpokban van a forrása, ezeknek több vizük van, mint a balról érkező folyóknak. Az Inn-nek és a Lechnek néha a Dunánál is több vize van.
A Majnának a tartomány keleti részén van a forrása. A megyén át folyik nyugatra. Északkeleten az Elba két mellékfolyója ered, az Eger és a Sächsische Saale.

### Éghajlat
A bajorországi éghajlat északnyugatról keletre átmegy egy kontinentális éghajlatba. Évente mintegy 100 napon nulla foknál alacsonyabb a hőmérséklet, a nyugati szél a csapadék (kb. 70 centiméter) fő oka, az Alpoknál helyenként 180 centiméterre emelkedhet. A napsütési órák száma 1600 és 1900 között van.

### Határai
| Szám | Határa                       | Határ hossza (km) |
| ---- | ---------------------------- | ----------------- |
| 1    | Baden-Württemberg (nyugaton) | 829               |
| 2    | Hessen (északnyugaton)       | 262               |
| 3    | Türingia (északon)           | 381               |
| 4    | Szászország (északkeleten)   | 41                |
| 5    | Csehország                   | 357               |
| 6    | Ausztria                     | 816               |
| 7    | Boden-tó                     | 19                |

A Boden-tavon keresztül Svájc is határos Bajorországgal, pedig pontos határvonal nincs is kitűzve.

## Történelem
A Római Birodalom időszakában a kelták települtek le a mai Bajorország területére. A Római Birodalom vége után a germánokból, rómaiakból és a keltákból az úgynevezett bajor törzs jött létre.
Bajorországot elsőképpen 555-ben említik, amikor a Agilolfing család uralkodott; így Európa legrégebbi államai közé tartozik.  Münchent (1505-től főváros), Oroszlán Henrik alapította 1158-ban. 1180-tól a Wittelsbach-ház volt az uralkodója a Bajor Hercegségnek. Annak uralkodása 1918-ban, a novemberi német forradalom miatt befejeződött. 1623-ban választófejedelemség lett Bajorország, 1806-ban királyság. 1818-ban alkotmányt kapott. 1835 óta az első németországi vasút közlekedett Nürnberg és Fürth között. 1800 és 1815 között sváb és a frank területeket csatoltak Bajorországhoz.
1918. november 18. óta „szabadállam” (németül: Freistaat) Bajorország. 1949-től Nyugat-Németországhoz tartozott. Szabadállami alkotmányát 1946-ban kapta.

## Önkormányzat és közigazgatás
Bajorország kerületekre (Bezirke), járásokra (Landkreise), járási jogú városokra (kreisfreie Städte) és községekre (Gemeinden) tagolódik. A tartomány fővárosa München.

### Kerületek
| Kerület           | Kerület       | Főváros    | Terület (km²) | Lakosság (fő, 2005) | Népsűrűség (fő/km², 2005) |
| Magyar név        | Német név     | Főváros    | Terület (km²) | Lakosság (fő, 2005) | Népsűrűség (fő/km², 2005) |
| ----------------- | ------------- | ---------- | ------------- | ------------------- | ------------------------- |
| Felső-Bajorország | Oberbayern    | München    | 17 529,63     | 4 232 962           | 241                       |
| Alsó-Bajorország  | Niederbayern  | Landshut   | 10 329,91     | 1 197 631           | 116                       |
| Svábföld          | Schwaben      | Augsburg   | 9992,03       | 1 789 698           | 179                       |
| Felső-Pfalz       | Oberpfalz     | Regensburg | 9691,03       | 1 090 318           | 113                       |
| Felső-Frankföld   | Oberfranken   | Bayreuth   | 7231,00       | 1 103 239           | 153                       |
| Közép-Frankföld   | Mittelfranken | Ansbach    | 7244,85       | 1 708 841           | 236                       |
| Alsó-Frankföld    | Unterfranken  | Würzburg   | 8530,99       | 1 342 308           | 157                       |

A kerületek önkormányzati jogokat gyakorló képviseleti testülete a kerületi gyűlés (Bezirkstag).

### Járások
A tartományban jelenleg 71 járás van. A járások élén választott járási elnök (Landrat) és járási gyűlés (Kreistag) áll.

### Járási jogú városok
Ezek a városok főpolgármestert (Oberbürgermeister) és városi tanácsot választanak (Stadtrat).
Jelenleg 25 megyei jogú város van.

## Népesség
| Lakosok száma | 3 802 515 | 5 414 831 | 7 084 086 | 9 515 479 | 10 902 643 | 12 510 331 | 12 397 614 | 12 604 244 | 12 930 751 | 13 038 724 |
|               | 1840      | 1900      | 1939      | 1961      | 1987       | 2009       | 2011       | 2013       | 2016       | 2022       |

Bár Bajorország lakossága Észak-Rajna-Vesztfáliáénál kisebb, a terület szerint Németország legnagyobb tartománya Bajorország. Lakosságának egyötöde nagyvárosokban él, egytizede pedig a fővárosban. Bajorország öt városának több mint 100 000 lakosa van (München, Nürnberg, Augsburg, Würzburg, Regensburg, Ingolstadt, Fürth, Erlangen).
A férfiak aránya 48,71% (6 088 805). A népesség 15,5%-a fiatalabb 15 évnél, 16,5%-a pedig 65 év fölötti. Legnagyobb része római katolikus (67,2%) vagy evangélikus (24,1%); a népesség 3,6%-a egyéb valláshoz tartozik.
A bajorországi embereket négy úgynevezett törzs alkotja:
- Az óbajorok (Altbayern), akik Felső- és Alsó-Bajorországban és az Oberpfalzban élnek. Őszintének, zeneértőnek és ragaszkodónak tekintik. Száma kb. 6,4 millió.
- A frankok (Franken) az Alsó-, a Közép- és a Felső-Frankföldön élnek, száma kb. 4,1 millió. Csoportszellemesnek, szervezhetőnek tekintik e törzset.
- A svábok (Schwaben) száma kb. 1,8 millió. Róluk azt mondják, hogy takarékosak és gyakran lebecsülnek.
- Az 1945 után bevándorolt szudétanémetek új hazát találtak Bajorországban, egy 1962-es okirat szerint „a bajor kormány külön bajorországi törzsnek tekinti ezt a népcsoportot” (fordított idézet). Ez a népcsoport a II. világháború után a tartomány újjáépítésében is segített.

### Nyelv és nyelvjárás
Bajorország hivatalos nyelve a német, de a világ számos országából származó bevándorlók egyéb nyelveket is beszélnek. A területen beszélt ismertebb bajor nyelvjárások a következő három nagy nyelvjáráscsaládhoz tartoznak:
- Bajorul a tartomány délkeleti részén beszélnek, az ahhoz tartozó fő alcsoportok az északi és a középső bajor, a tiroli határ mellett déli bajor is.
- A frank nyelvjárás északon és északnyugaton elterjedt (változatai a keleti és a rajnai frank). Beszélői száma kb. 3 millió.
- Az alemannt nyugaton és délnyugaton kb. 2 millió ember beszéli. Az alcsoportok a sváb és az alsó alemann.[6]

Azokon kívül, melyek világosan tartoznak a három csoport egyikéhez, több átmeneti nyelvjárás is van: Nürnberg környékén bajor-frank nyelvjárások léteznek, Lechrain mellett egy bajor-sváb keveréket beszélnek, Dinkelsbühl és Hesselberg körül pedig frank-sváb nyelvváltozatot szoktak használni. Néhány környéken mind a három fenti nyelvjárás is keveredik (például Treuchtlingenben és Eichstättben).
Bár a vidéki belföldiek ma is gyakran használják környékük nyelvjárását, a különböző elvárosiasodott peremtelepülésekben elég gyorsan kihalnak a változatok. Ezeket ritkábban írják is, mint például Svájcban vagy Luxemburgban.
A bevándorlók néha más nyelvjárásokat is beszélnek; ezek a változatok a némethez is és egyéb nyelvhez is tartoznak.

### Vallás
Bajorország lakosságának vallási megoszlása 2017-es adatok szerint a következő: 49,6% katolikus; 18,3% evangélikus; 4% muszlim; 28,1% más, vagy nem vallásos.

## Politika
Bajorország egyike a Német Szövetségi Köztársaság 16 tartományának (hivatalosan Land, azaz ország). Ennek megfelelően saját alkotmánya, kormánya, alkotmánybírósága, és országgyűlése (Landtag) van.

### A bajor alkotmány
A bajor alkotmány 1946. december 1-jén lépett hatályba népszavazással. Keresztény értékeken alapul, és 4 részre tagolódik. Megváltoztatni csak a Landtag kétharmados többségével és népszavazással lehet.

### Az országgyűlés(Landtag)
A Landtag Bajorország törvényhozó testülete, parlamentje. Tartományként a bajor törvényhozás fő területe az oktatás, az önkormányzat, a kultúra, és a rendészet, de sok más területen (pl. sajtójog és gyülekezési jog) is aktív.
A Landtag képviselőit (amely jelenleg 187 tagú) hasonlóan választják mint a magyar képviselőket. Bajorország választókerületekre osztódik, amelyek mind egy képviselőt küldenek a parlamentbe, de ezenkívül listák is vannak. 2008-tól 2013-ig a Bajor Keresztényszociális Unió (CSU) és a liberális Német Szabaddemokrata Párt (FDP) alkották a kormánytöbbséget, a 2013-as választásokon pedig a CSU-nak sikerült abszolút többséget szereznie, így egyedül alakított kormányt.
2001-ig volt egy szenátus is, amely társadalmi és gazdasági csoportok küldöttjeiből állt össze.

### A kormány(Staatsregierung)
A miniszterelnökből (aki egy személyben Bajorország állam- és kormányfője), a miniszterekből és államtitkárokból áll. Jelenleg Markus Söder a bajor miniszterelnök. A kormányfőt a Landtag választja abszolút többséggel, a minisztereket a miniszterelnök a Landtag hozzájárulásával meneszti és nevezi ki.
A kormány feladata a bajor és a szövetségi törvények végrehajtása. Emellett küldötteket állít a német Szövetségi Tanácsba.

## Gazdaság
Bajorország gazdaságilag erős és gazdag állam. Bár korábban a mezőgazdaság volt a legjelentősebb szektor, az elmúlt években technológiai földdé változott a tartomány. A legerősebb München környéke, ahol sok jelentős nemzetközi cégnek van a központja (BMW, Audi, MAN, Siemens, Microsoft, ProSieben1, Premiere, EADS). Ezenkívül e környék a turizmusnak is egy centruma. Münchenen kívül a legfontosabb gazdasági központok Augsburg, Ingolstadt és az úgynevezett Bajorországi Vegyszeri Háromszög (Bayerisches Chemiedreieck), mely a Chiemsee, az Inn és Salzach között helyezkedik el. Észak-Bajorországban Nürnberg, Fürth és Erlangen agglomerációi alkotják a legfontosabb gazdasági területeket. Az Aschaffenburg és Schweinfurt/Würzburg között való környékekét mintaszerű gazdaságnak tekintik, mert itt a virágzó gazdaság miatt a munkanélküliség alacsonyabb, mint hat százalék. Ugyanebben a helyzetben van az egyre erősödő Regensburg.
Néhány a határnál lévő környéknek anyagi támogatásra van szüksége, mert hiányzik az alépítmény. Így a Bajor-erdő a hidegháború időszakában nem volt vonzerő. A Német Demokratikus Köztársaság megszűnése után már nem volt határkörnyék helyzetben, de ezzel megszűntek a szubvenciók is. Ezért ennek a környéknek a vállalatai inkább Csehországban fektetnek be.
A fő turisztikai vonzerők München a különböző tavak, az Alpok és Regensburg óvárosa, amelyik 2007 óta a világörökséghez tartozik. Bajorországban 5,1% a munkanélküliségi ráta, amely (Baden-Württemberg után) Németország második legalacsonyabb száma. A tartomány vásárlóereje 2005-ben 135,6 (EU-27:100) volt. 2006-ban a gazdasági fejlődés elérte a 2,8%-ot, ami pontosan a németországi átlag.
Bajorországban három atomerőmű található: a KKW Isar, a KKW Gafenrheinfeld és a KKW Grundremmingen.

## Kultúra

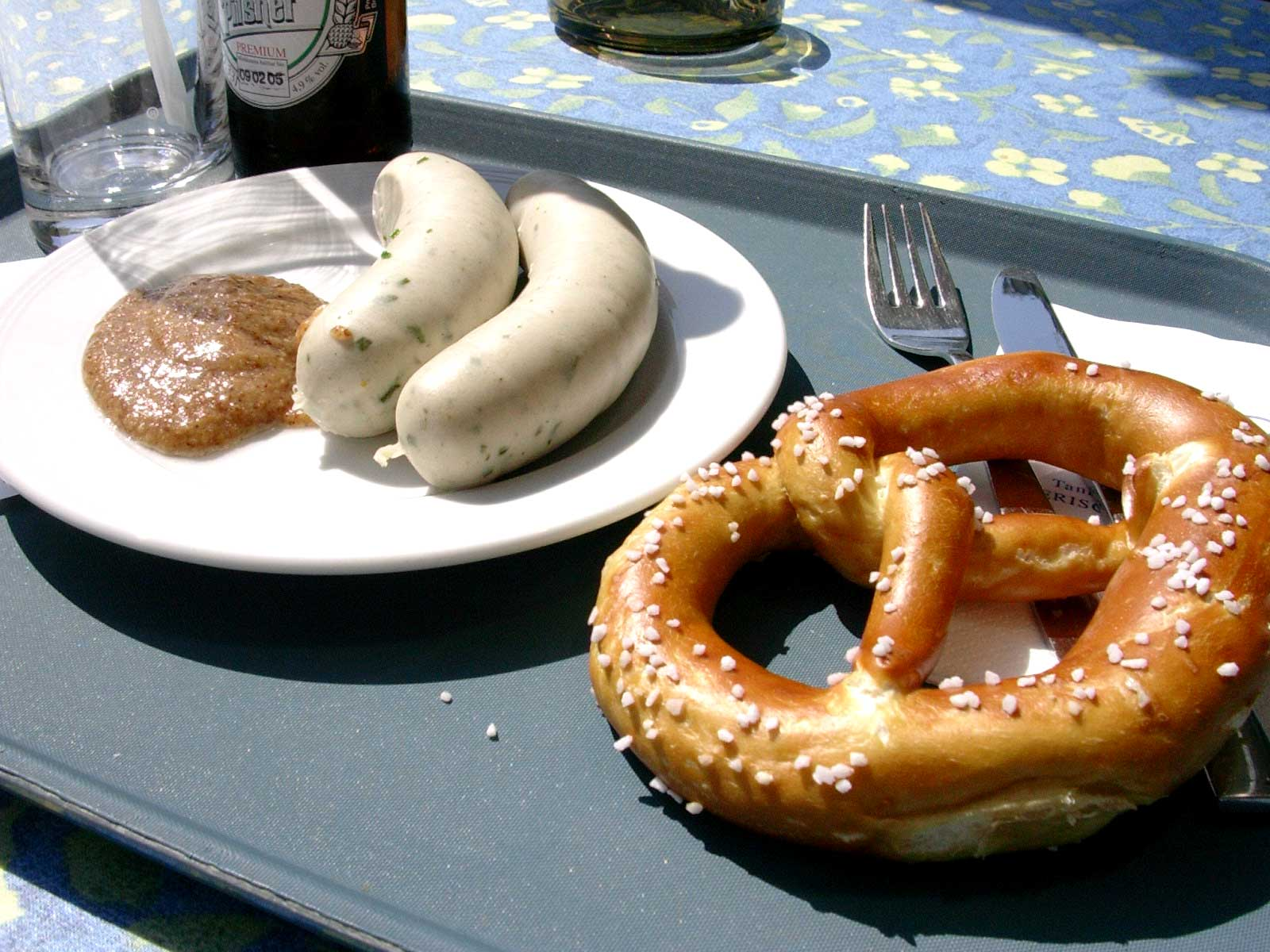
A bajor gasztronómia ismert fogása a fehérkolbász (Weißwurst) édes mustárral és lúgos pereccel (Laugenbrezel)

Vitákat robbantott ki 2018 nyarán, hogy egy új törvény értelmében június 1-jétől keresztet kell kifüggeszteni minden hivatali iroda bejáratánál. A törvény azzal indokolta a kereszt kifüggesztését, hogy az országot a kereszténység formálta, így a kereszt kifejezi Bajország kulturális jellegét.

## Sport
Labdarúgás:
- FC Bayern München
- 1. FC Nürnberg
- SpVgg Greuther Fürth
- Wacker Burghausen
- TSV 1860 München
- FC Augsburg
- SpVgg Unterhaching

Kézilabda:
- TSV Milbertshofen
- MTSV Schwabing

Jégkorong:
- Augsburger Panther
- München Barons
- EC Hedos München
- SB Rosenheim
- EV Füssen
- SC Riessersee
- EC Bad Tölz
- EV Landshut
- Straubing Tigers
- ERC Ingolstadt

## Turizmus

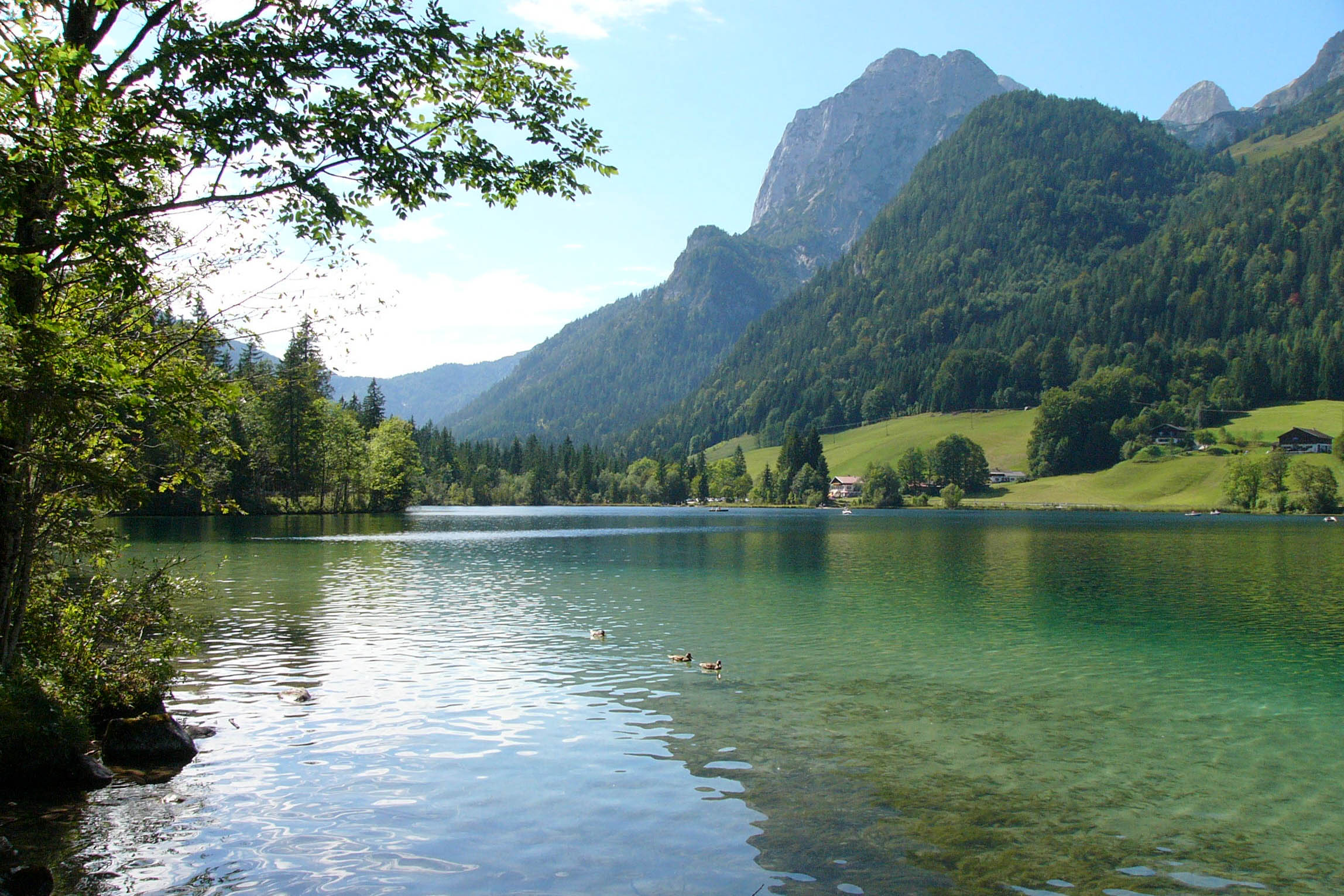
Az Alpok Dél-Bajorországban.

Bajorország főbb városaiban számos látványosság található.

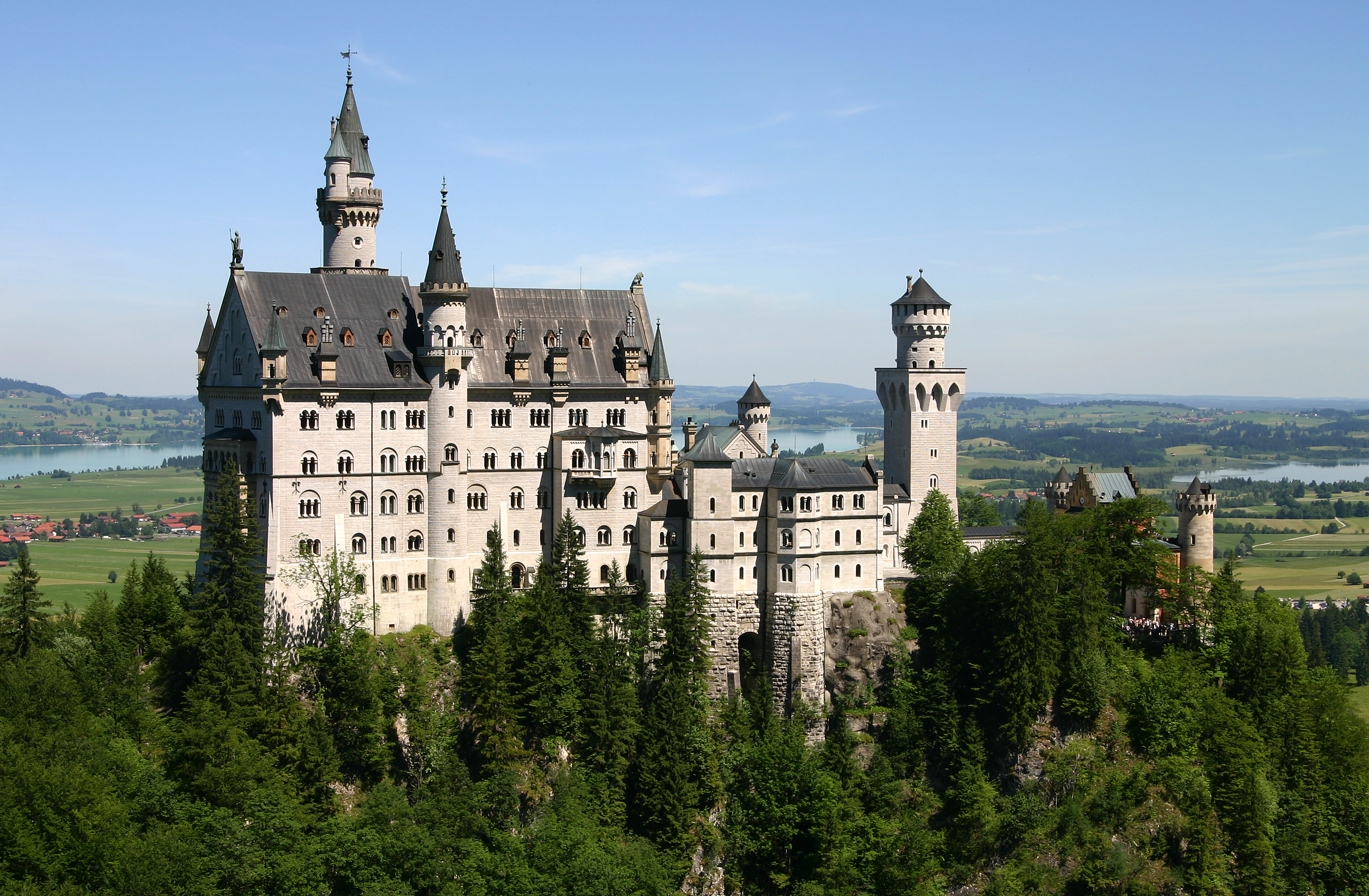
Neuschwanstein kastély, II. Lajos kastélya

### München
Látványosságok:
- Nymphenburgi kastély
- Német Múzeum (Deutsches Museum)
- Régi képtár (Alte Pinakothek)
- Új képtár (Neue Pinakothek)
- Modern kori képtár (Pinakothek der Moderne)
- Englischer Garten (Angolkert)
- Theresien Wiese
- BMW Welt

Itt rendezik meg az októberi fesztivált (Oktoberfest).

### Nürnberg
Nürnberg egyebek közt híres mézeskalácsáról.
- Sebaldtemplom
- Lorenztemplom
- Burg (Vár, Óváros)
- Hauptmarkt (Főtér -piac)
- Állatkert (Tiergarten)

### Augsburg
Itt található a Wertachbrucker Tor, amely a legöregebb németországi híd és Szent Gergely kolostortemplom.

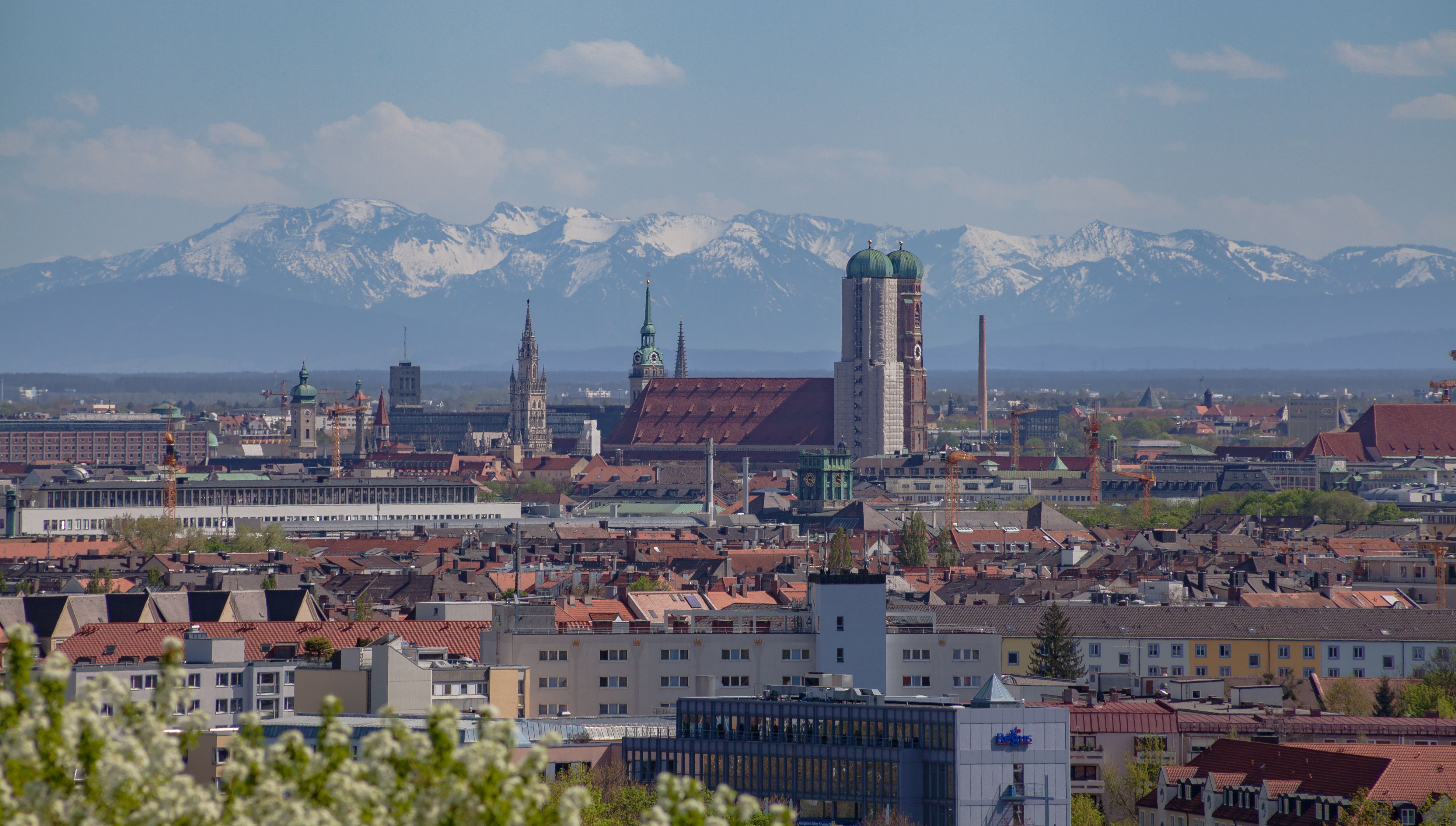
München, a székhely
A Zugspitze, Németország legmagasabb pontja
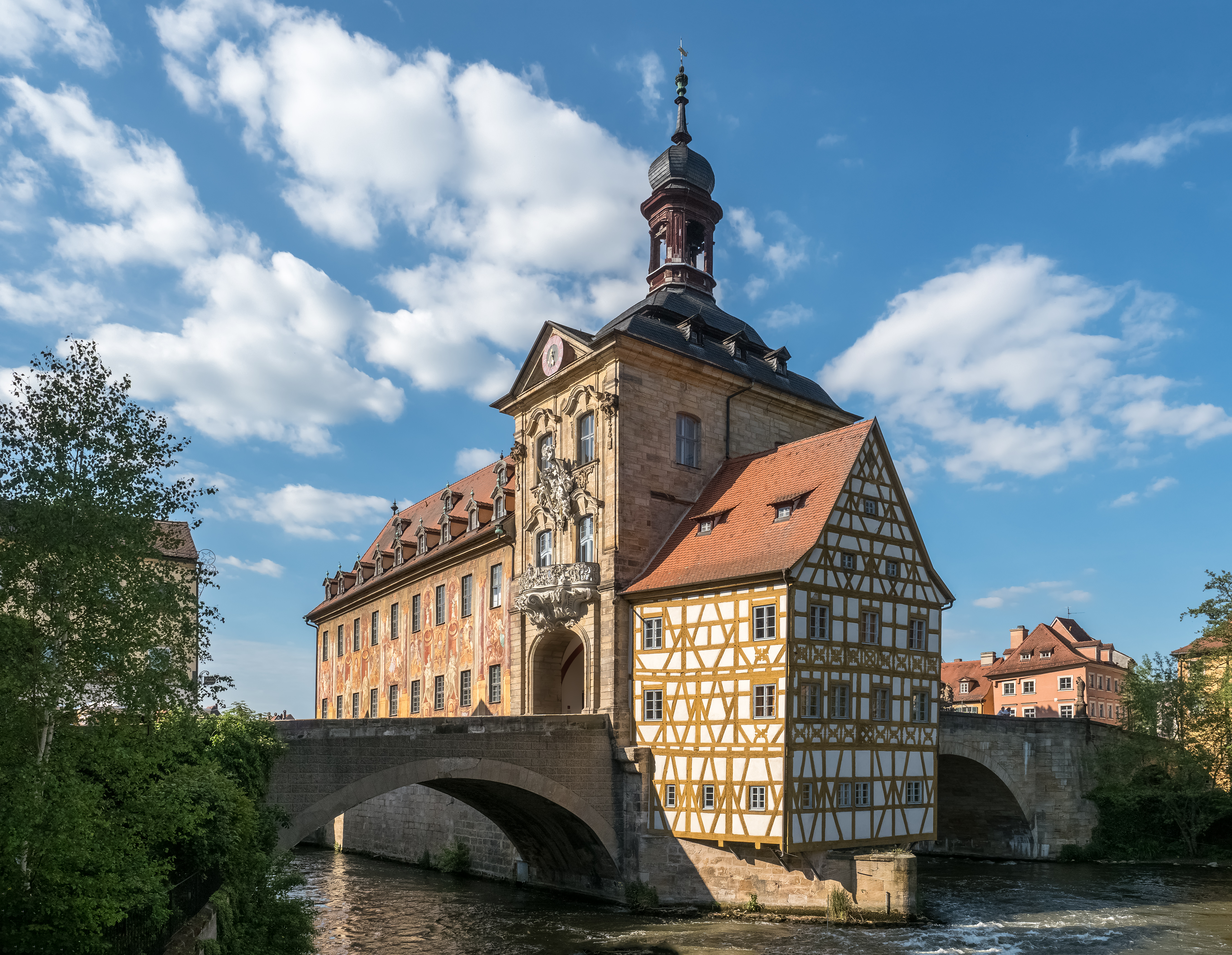
Az egykori városháza Bambergben
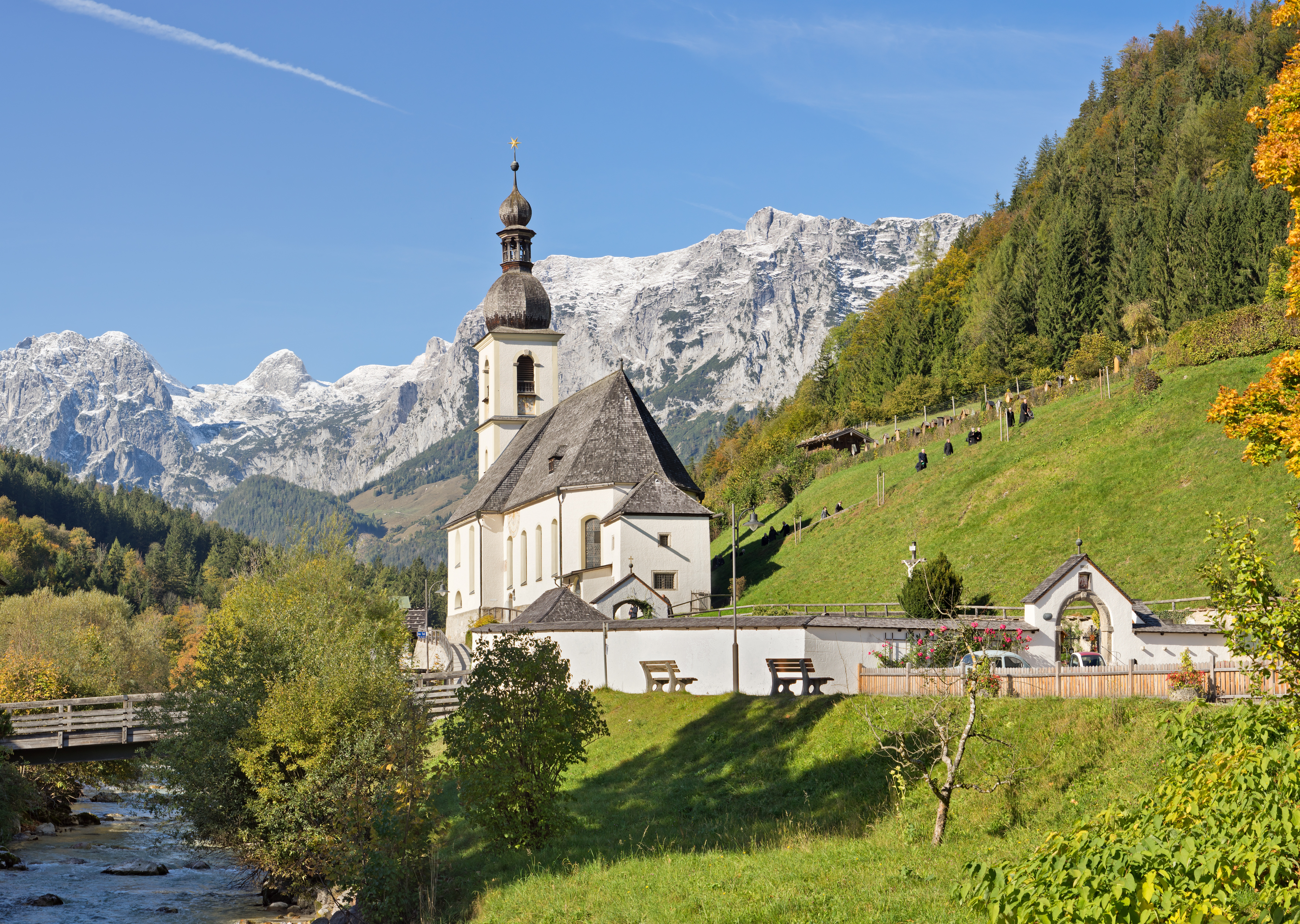
Alpesi templom Ramsau bei Berchtesgadenben
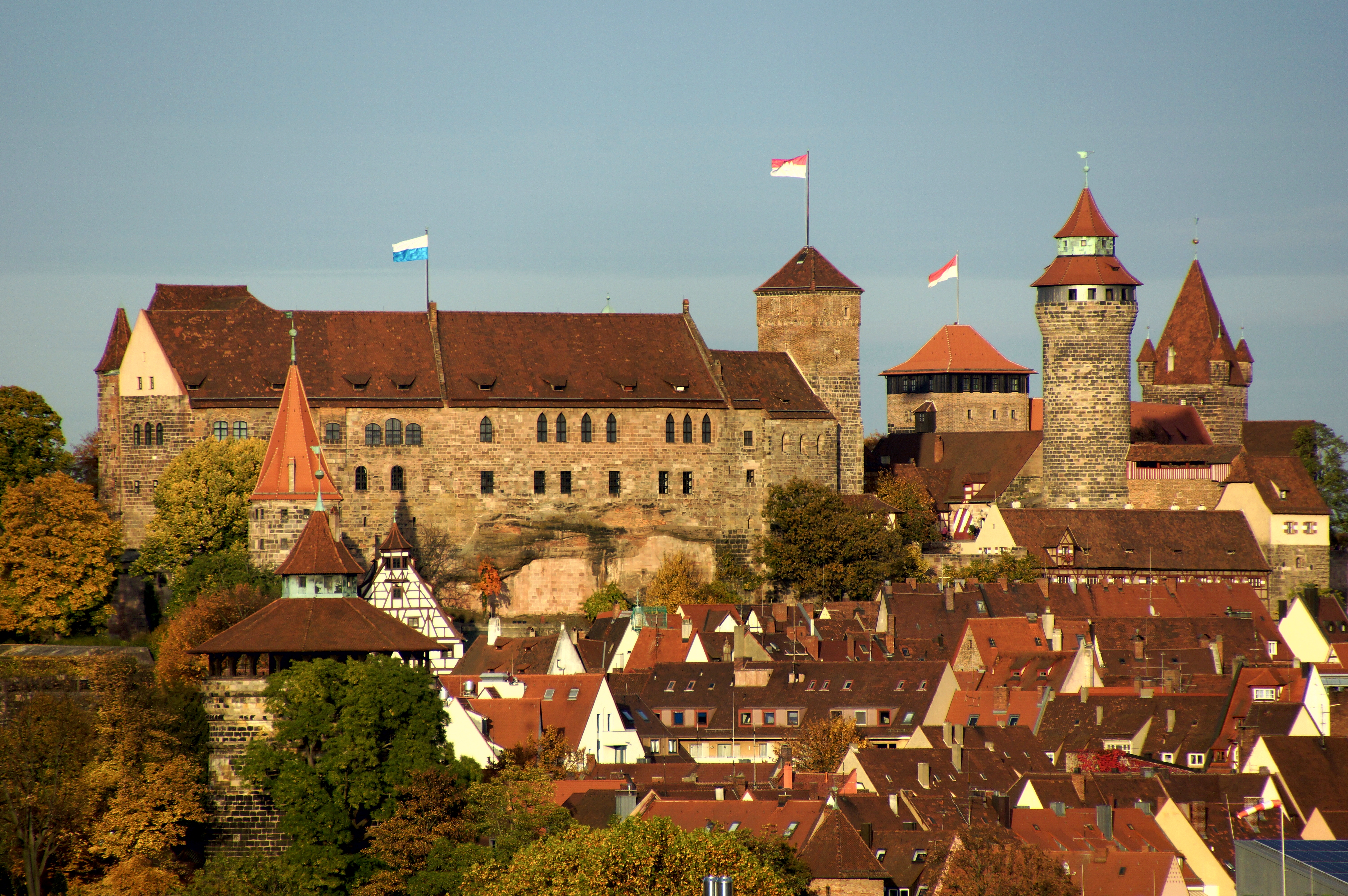
A nürnbergi vár